# Stralend franjekelkje
Het stralend franjekelkje (Dasyscyphella claviculata) is een schimmel behorend tot de familie Lachnaceae. Het leeft in loofbossen op strooisel.

## Verspreiding
In Nederland komt het stralend franjekelkje uiterst zeldzaam voor.